# Melithaea mertoni
Melithaea mertoni is een zachte koraalsoort uit de familie Melithaeidae. De koraalsoort komt uit het geslacht Melithaea. Melithaea mertoni werd in 1909 voor het eerst wetenschappelijk beschreven door Kükenthal. 